# Britische Frauen-Handballnationalmannschaft
Die britische Frauen-Handballnationalmannschaft ist die Auswahlmannschaft der British Handball Association (BHA) und vertritt das Vereinigte Königreich bei internationalen Turnieren im Frauenhandball.

## Hintergrund
Handball ist im Mutterland des Fußballs weitgehend unbekannt. Als am 6. Juli 2005 London den Zuschlag für die Olympischen Spiele 2012 bekam und Großbritannien als ausrichtendes Land automatisch für die Teilnahme am Turnier qualifiziert ist, begannen intensive Aktivitäten eine britische Frauen-Handballnationalmannschaft zu gründen.

## Aufbau der Nationalmannschaft
Für den Zeitraum von 2006 bis 2009 wurde die BHA mit einem Budget von 3 Millionen Pfund Sterling, was umgerechnet etwa 4,3 Millionen Euro entspricht, ausgestattet, um eine Nationalmannschaft aufzubauen. Ein dreistufiger Plan wurde dabei ins Leben gerufen.
1. Man begann unmittelbar mit der weltweiten Suche nach Handballspielern britischer Abstammung.
2. In den Schulen wurde Handball in den Lehrplan integriert.
3. Der Dänische Handballverband (DHF) wurde in das Aufbauprojekt eingebunden.

Beim ersten Auswahlverfahren im Juni 2007 waren insgesamt 4.800 Briten bei den „Sporting Giants“- Ausscheidungen. Einzige Teilnahmekriterien war dabei die Körpergröße, die bei Frauen mindestens 1,80 Meter betragen musste, das Interesse an Sport und der gemeinsame Traum von den fünf Ringen.
In Glasgow wurde ein Probetraining mit 70 Testkandidaten, die teilweise aus anderen, nichtolympischen Sportarten, wie Rugby und Netball rekrutiert wurden, abgehalten.
Es folgten weitere Trainingslager und am Ende blieben 30 Kandidaten, je 15 Frauen und 15 Männer, übrig, die nun teilweise in Dänemark weiter gefördert werden. Im Frühjahr 2011 wurde endgültig entschieden, dass die Mannschaft an den Olympischen Spielen in London 2012 teilnehmen wird.
Cheftrainer der britischen Frauen-Handballnationalmannschaft ist der Däne Morten Arvidsson.